# Seznam francoskih kartografov
Seznam francoskih kartografov.

## B
- Jacques-Nicolas Bellin

## D
- Jean Baptiste Bourguignon d'Anville
- Guillaume Delisle

## F
- Charles-Alexandre Fay
- Oronce Finé

## M
- Alain Manesson Mallet
- Victor Adolphe Malte-Brun

## O
- Réginald Outhier

## S
- Nicolas Sanson
- Louis-Claude de Saulces de Freycinet

## T
- Nicolas Auguste Tissot